# Метод Пірвердяна
Метод Пірвердяна (рос. метод Пирвердяна; англ. Pirverdyan method, нім. Pirwerdian-Methode f) — метод розв'язування задач неусталеної фільтрації пружної рідини, за яким розподіл тиску в збуреній зоні пласта задається у вигляді квадратичної параболи при прямолінійно-паралельному русі, що забезпечує плавне змикання профілів тиску в збуреній і незбуреній зонах.